# 1882年日蝕彗星
1882年日蝕彗星（The Eclipse Comet of 1882，編號為X/1882 K1）是一顆出現於1882年的克魯茲族彗星。

## 觀測歷史
1882年5月17日，當時埃及部分地區上空出現日食，吸引不少觀測者慕名而來。在太陽全被月球遮蓋時，他們看到太陽隔鄰有一道強光，發現一顆克魯茲族彗星正於日全食時掠日。在機緣巧合下同時能看到日食和掠日彗星，使不少觀測者大飽眼福。
1882年日蝕彗星有時被稱為「陶菲克」（Tewfik），這是一群天文學家為紀念當時的埃及赫迪夫陶菲克帕夏提出的名稱 。